# Albanska rivieran

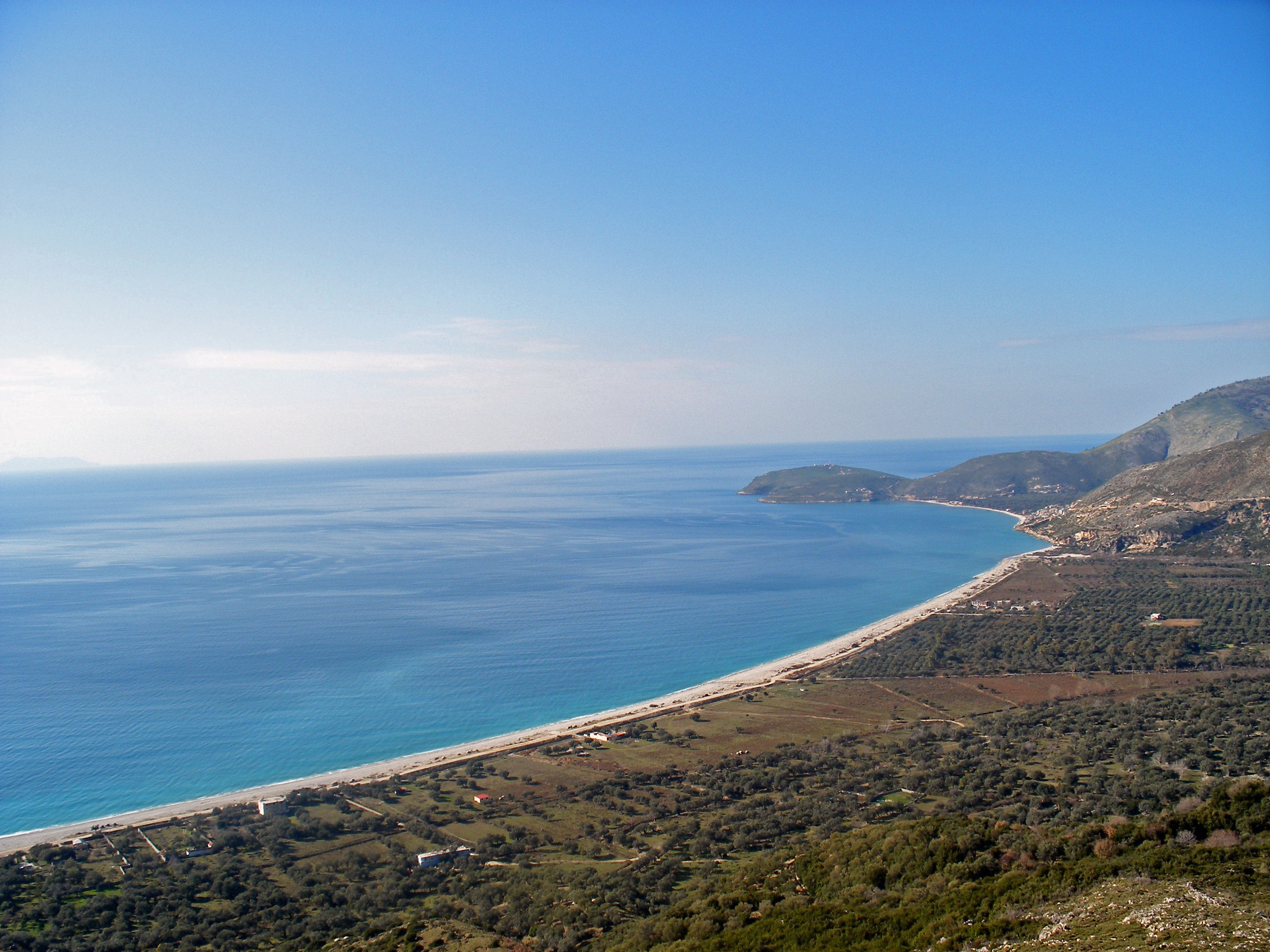
Albanska rivieran vid Borsh i Sarandë distrikt.

Albanska rivieran kallas en över 100 km lång kuststräcka mot Joniska havet i Albanien som löper från Vlore till gränsen mot Grekland. Rivieran marknadsförs av Tourism Albania som det sista orörda kustområdet i Medelhavet.